# Edward A. Stevenson

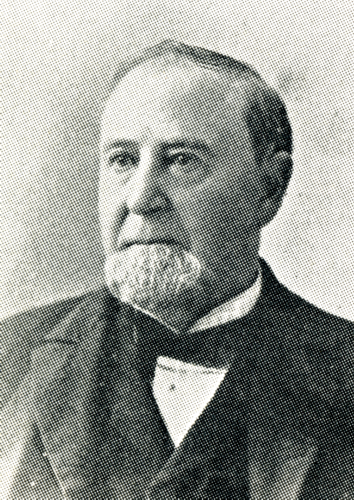
Edward A. Stevenson

Edward Augustus Stevenson (* 15. Juni 1831 in Lowville, Lewis County, New York; † 6. Juli 1895 im Monterey County, Kalifornien) war ein US-amerikanischer Politiker und von 1885 bis 1889 Gouverneur im Idaho-Territorium.

## Werdegang
Stevenson wurde im Staat New York geboren und zog während des Goldrausches nach Kalifornien. Er wurde Mitglied der Demokratischen Partei und war zwischen 1854 und 1856 sowie von 1860 bis 1861 Abgeordneter des Repräsentantenhauses dieses Staates.
Später zog er in das Idaho-Territorium, wo er von 1866 bis 1868 und von 1876 bis 1878 dem Regierungsrat angehörte. Im Jahr 1885 wurde er von dem neu gewählten demokratischen Präsidenten Grover Cleveland zum Territorialgouverneur ernannt. Er war der erste und einzige Territorialgouverneur in Idaho, der den Demokraten angehörte. Stevenson übte das Amt zwischen 1885 und 1889 aus, also fast zeitgleich mit Präsident Clevelands erster Amtszeit. Nach dessen Abwahl wurde Stevenson von dem neuen Präsidenten Benjamin Harrison durch George Laird Shoup ersetzt.
Nachdem Idaho im Jahr 1890 als Bundesstaat den Vereinigten Staaten beigetreten war, kandidierte Stevenson bei den Gouverneurswahlen des Jahres 1894 erfolglos gegen den republikanischen Amtsinhaber William J. McConnell. Danach zog sich Stevenson nach Kalifornien zurück, wo er ein Jahr später verstarb. Sein älterer Bruder Charles war zwischen 1887 und 1890 Gouverneur von Nevada.